# Jason Truby
Jason Truby, foi o guitarrista do P.O.D.. Sua carreira começou em 1989, quando formou o Living Sacrifice, sua antiga banda – mas, na verdade, ele aprendeu a tocar guitarra sozinho com aproximadamente 12 anos, sob influência de seu irmão e seu ídolo Phill Keaggy. Em 1997, porém, decidiu sair da banda. Em 2003, com a saída de Marcos Curiel do P.O.D., a banda precisava de um novo guitarrista. Jason concordou tocar na banda temporariamente para as gravações do single de Sleeping Awake, mas acabou tornando-se membro da banda depois disso.
Truby usa uma guitarra Gibson Les Paul ao vivo e no estúdio. Em seu primeiro álbum solo String Theory (2005), Truby gravou 24 faixas instrumentais, usando um total de 19 guitarras diferentes.
No fim de 2006, após a banda ter deixado o selo Atlantis que acompanhou o grupo por anos, Jason Truby deixou o P.O.D. Suponha-se que tenha sido para que pudesse se dedicar mais a sua família. Atualmente, Jason tem trabalhado em um projeto, álbum vocal, com Phill Keaggy, além de estar compondo melodias para Lance Garvin.